# 土地区画整理事業

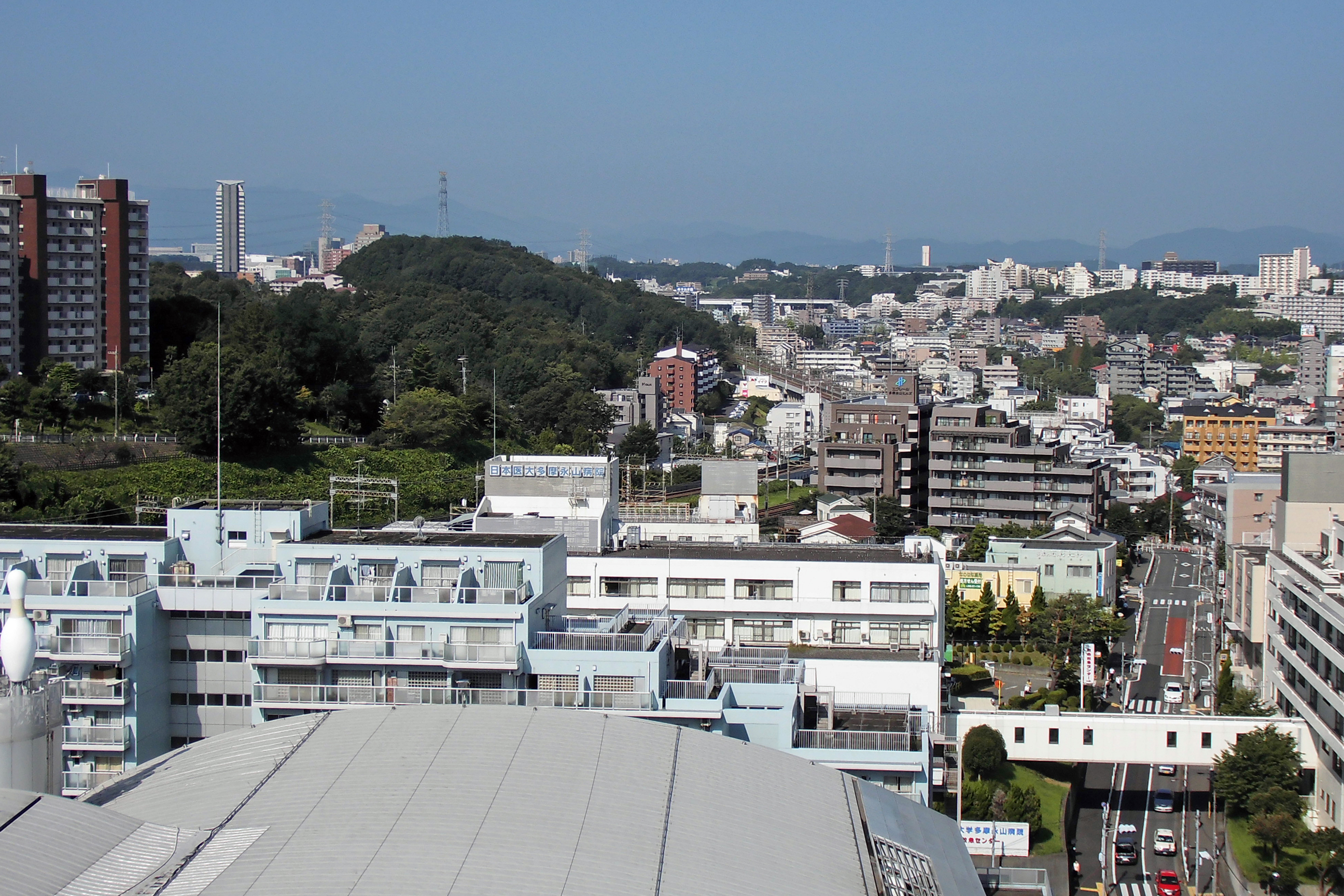
多摩ニュータウンの土地区画整理事業で開発された街並み

土地区画整理事業（とちくかくせいりじぎょう）とは、日本においては土地区画整理法（昭和29年法律第119号）によって、「都市計画区域内の土地について公共施設の整備改善及び宅地の利用の増進を図るために行われる、土地の区画形質の変更及び公共施設の新設又は変更に関する事業」である。

## 区画整理の由来
土地区画整理法自体はドイツの法律やその他の法律を参考に造られた制度であるが、その後は国内で主に発展してきた。災害復興や駅前整備、郊外の宅地造成など多くの事例がある。
ドイツで1902年（明治35年）制定のアディケス法の場合、施行区域の35パーセント（施行区域の50%以上を所有する土地所有者が申請した場合は40%）までは、公共用地として無償で公共団体が取得できるものとしていた。
日本で土地区画整理事業が行われる契機となったのは、1923年（大正12年）の関東大震災で、アディケス法も参考とされた。焼失区域に道路、公園を整備するため、土地の1割を無償提供するという案がつくられ、地元から反対を受けたが、最終的に帝国議会が法案を可決し、実施できることとなった。また、土地区画整理事業を全国的に広げる契機となったのは、戦災復興都市計画である。
街区と画地については、1927年（昭和2年）に内務省で土地区画整理審査標準を定めた。この基準によって各都市で区画整理事業が進むに連れて適当なのかどうか検証し実地にフィードバック出来るようになりはじめる。一般に土地の価格は、土地を購入するものと使用する者の見込み価値で売買価格に高低があるものとして価格が決められるが、土地区画整理事業の場合は、受益者負担、限界効用と実費弁済の関係を勘案して、従前の土地評価額と換地評価額が科学的根拠に基づいて算定される必要があった。
1919年に制定をみた旧都市計画法では法が適用される都市計画区域の指定と、耕地整理事業手法の準用を定めて同法で区画整理事業を位置づけたが、1931年（昭和6年）の耕地整理法が改正され、これによって都市部における宅地化を目的とした耕地整理は禁止され、旧都市計画法が適用されない地域は土地区画整理事業が実施できないこととしていた。この耕地整理法改正の趣旨は、耕地整理施行認可の地方長官、つまり道府県知事の権限で農商務省や県の農政のための補助金を使用して宅地化することは目的外使用である、ということだったので、法改正後は事業者が自らの買収済み土地を宅地化し耕地整理を実施することがしばしば見られた。
1949年（昭和24年）に耕地整理法は廃止され、1954年（昭和29年）、現行の「土地区画整理法」が公布された。ただし第3条第4項で、「旧組合は、前項の規定により新組合となろうとする場合においては、総会の議決を経なければならない。この場合においては、総会の議決は、第10条の規定による改正前の都市計画法第12条第2項において準用する旧耕地整理法（明治42年法律第30号）第50条の条件を備えなければならない」としている。
日本では都市計画法と耕地整理法の二人三脚で区画整理事業を施行してきたが、過去には耕地整理（農地側）と宅地開発がうまく整合せず困っていたようで、現代でも建設と農政が二重投資をしていると会計検査院から指摘を受けたり、農業投資をしてきたのに生かされていないと指摘されたりしている。その後国財源で実施される土地区画整理事業である都市改造事業が創設される。この事業では地区内の公共施設整備、特に道路整備に重点がおかれ、1956年（昭和31年）から開始される道路整備五ヵ年計画で、未開通道路整備に力点が置かれていく。

## 制度の仕組み
土地区画整理事業は、大きく分けて、都市計画における市街地開発事業として位置付け都市計画事業として実施する土地区画整理事業と、それ以外の民間の開発行為として都市計画で定められた規制・誘導に即して行われる土地区画整理事業とがある。

### 施行者
土地区画整理事業を施行する者（施行者）は、以下の通り法定されている。
- 民間の施行
  - 宅地について所有権若しくは借地権を有する者 - 個人施行者
  - 宅地について所有権若しくは借地権を有する者の同意を得た者 - 同意施行者
  - 土地区画整理組合
土地区画整理組合は、土地所有者または借地権者7人以上からなり、都道府県知事の認可を必要とする。認可されると、施行区域内の宅地所有者と借地権者（未登記の借地権者は、申告または届出をした者に限る）全員がその組合員となる。事業施行中に組合員から所有権を取得した者も組合員となる。
組合は、事業に要する経費に充てるため、知事の認可を受けずとも賦課金として参加組合員以外の組合員に対して金銭を賦課徴収することができる。組合員は賦課金の納付について相殺をもって対抗することができない。
  - 土地区画整理会社
土地区画整理会社は、地権者と民間事業者が共同で設立する、土地区画整理事業の施行を主たる目的とした株式会社であり、都道府県知事の認可を必要とする。2005年の法改正によって施行者に新たに定められた。
- 公的施行
  - 都道府県及び市町村
  - 国土交通大臣
国土交通大臣は、施行区域の土地について、国の利害に重大な関係がある土地区画整理事業で災害の発生その他特別の事情により急施を要すると認められるもののうち、国土交通大臣が施行する公共施設に関する工事と併せて施行することが必要であると認められるものについては自ら施行することができる。
  - 都市再生機構
  - 地方住宅供給公社

### 換地計画
施行者は、施行地区内の宅地について換地処分を行うため、換地計画（かんちけいかく）において以下の事項を定めなければならない。施行者が個人施行者・組合・区画整理会社・市町村または機構等の場合は、その換地計画について都道府県知事の認可を受けなければならない。
- 換地設計
  - 換地を定める場合は、換地と従前の宅地の位置、地積、土質、水利、利用状況、環境等が照応するように定めなければならない（換地照応の原則）。
  - この照応とは、各諸事情を総合勘案して、換地とその従前地が大体同一条件にあり、換地相互が概ね公平に定められることをいうものと解釈されており、全くの同一条件で換地するという意味ではない。ここから、照応していれば地積が減少することもあり得るところから、土地区画整理法上の明文の規定は無くとも減歩を課すことは可能とされている。
- 各筆換地明細
- 各筆各権利別精算金明細
  - 精算金は、従前の宅地と換地の不均衡を精算する金銭をいう。宅地の所有者の申出または同意があった場合には、換地計画において、その宅地の全部または一部について換地を定めないことができる。
  - 換地を定める際に、計算上の換地面積（権利地積）どおりに換地を過不足なく配置することは技術的にはまず不可能であり、換地相互に多少の不均衡が生じる。その不均衡の是正は、実際に換地した土地の評価と計算上交付すべき土地の評価の差を金額換算した精算金の徴収または交付あるいは相殺によって行われる。
- 保留地その他の特別の定をする土地の明細
  - 保留地は、土地区画整理事業の施行の費用に充てるため、換地として定めない一定の土地をいう。民間施行者においては、規約・定款等で定める目的のために保留地を設けることもできる。
- その他国土交通省令で定める事項

都道府県知事は、換地計画の認可の申請があった場合においては、申請手続や換地計画の決定手続及び内容が法令に違反している場合や、換地計画の内容が事業計画の内容と抵触していると認める場合以外では、その認可をしなければならない。
認可等の公告後、換地処分の公告がある日までは、施行区域内において事業の施行の障害となるおそれのある土地の形質の変更、建築物その他の工作物の新築・改築・増築などを行おうとする者は、国土交通大臣施行の場合は国土交通大臣、その他の場合は都道府県知事の許可を受けなければならない。この規制は仮換地であっても適用される。規制に違反して建築された建築物等について、国土交通大臣又は都道府県知事はこれらの者に対して相当の期限を定めて原状回復等を命ずることができる。

### 減歩
道路、公園などの公共施設の整備のために必要な公共用地と、事業費を生み出すために必要な保留地は、地権者から土地の一部を提供させることにより確保する。これにより土地が減少する事を減歩（げんぶ）と呼ぶ（ただし土地区画整理法には、照応の原則を定めるのみで、減歩という用語自体は無い）。
減歩には、公共用地のための減歩（公共減歩）、保留地のための減歩（保留地減歩）があり、両者を合計したものを合算減歩と呼ぶ。土地収用の場合と異なり、減歩そのものに対する金銭による補償はない（精算金・減価補償金は減歩そのものに対するものではない）。これは、事業のために減歩を課されて土地の評価（土地の経済的価値ではなく施行者が算出した評価点）が地積の減少したぶん下がっても、事業の完成による「土地利用の増進」があるので、結果としては事業前と同じ評価となって財産権を侵害しないという考え方による。

### 仮換地の指定
施行者は、換地処分を行う前において、工事または換地処分を行うため必要がある場合においては、施行地区内の宅地について仮換地を指定することができる。
仮換地を指定しようとする場合、個人施行者は従前の宅地および仮換地となるべき宅地の所有者およびその他の使用・収益権者の同意を得なければならない。組合は総会等の同意を得なければならない。その他の施行者は土地区画整理審議会の意見を聴く必要がある。
仮換地の指定は、その仮換地となるべき土地の所有者・従前の宅地の所有者に対し、仮換地の位置・地積・指定の効力発生日を通知して行う。仮換地が指定された場合、従前の土地の使用・収益権者は、換地処分の公告があるまで仮換地の使用・収益ができるようになり、従前の土地の使用・収益権を失う。しかし、この時点では従前の宅地の所有権を失うわけではなく、換地処分の公告がある日までは施行者が管理する。ここでいう「使用・収益権者」については、地上権・永小作権・賃借権・質権は含まれるが抵当権は含まれない。施行者は必要があると認めるときは、仮精算金を徴収または交付することができる。

### 換地処分
土地区画整理事業によって、従前の宅地を新しい土地に換えることを換地処分という。換地処分は、関係権利者に換地計画において定められた関係事項を通知してするものとする。そのうえで、都道府県知事（または国土交通大臣）が公告をおこなう。換地処分は、別段の定めがある場合を除き、換地計画に係る区域の全部について工事完了後遅滞なく行わなければならない。
公告の日の終了時において、仮換地の指定の効力、建築行為等の制限、換地を定めなかった従前の宅地に存する権利、事業の施行により行使の利益がなくなった地役権は消滅する。
換地計画において定められた換地はその公告があった日の翌日から、従前の宅地とみなされ、所有権等が移転し、精算金が確定する。また、保留地を施行者が取得し（換地計画において取得希望者に所有権を帰属させる旨の定めはできない）、土地区画整理事業の施行により設置された公共施設が、別段の定めのない限りその所在する市町村の管理に属する。
施行者は、換地処分の公告があった場合にはすぐにその旨を、換地計画区域を管轄する登記所に通知しなければならない。また施行者は、事業の施行によって、施行区域内の土地や建物に変動があったときは遅滞なく、その変動に係る登記を申請または嘱託しなければならない。公告後であっても、この変動の登記をするまでは、原則として施行区域内の土地や建物について他の登記をすることはできない。

## 土地区画整理事務所
事業の推進と関係権利者の利便性の向上を図るために、事業施行地区内などに事業期間開設する事務所。土地区画整理法第53条（昭和29年法律第119号)の規定に基づく条例（施行規程は、当該都道府県又は市町村の条例で定める）により、必要な事項を処務に関し事務所の所在地等を定める。通常組合施行の場合は土地区画整理事業の支援業務を行う。

## 適用例
適用例として、駅前広場やアクセス道路を整備するもの、山林や農地などを宅地化するもの、既成市街地内の低未利用地を集約化するもの、工場閉鎖後などの大規模跡地を開発するもの、道路幅員の狭い既成市街地を再編しようとするものなどの他、災害復興のために実施されるものがある。
大正時代の旧都市計画法以来、2004年（平成16年）度末までに、1万1808の地区で39万4484 haの事業が行われている（事業施行中含む）。

### 災害復興への適用
日本では大規模な災害を被った地域の災害復興を目的に、公共団体施行を中心として実施されてきた。たとえば銀座大火（1872年（明治5年））が銀座煉瓦街を地券を発行して全焼失地域を買収し、区画整理を行った後、旧地主に旧値段で払い下げるという布告で対処している。
旧都市計画法制定までは法的制度として整備されておらず、災害復興にあたっての区画整理も、地元有志と自治体などの任意事業である。
1881年（明治14年）4月25日、1785戸の家が焼失する大火災に見舞われた福島市の福島大火（甚兵衛火事）と呼ばれる大火の復興として道路の拡幅工事などを進める市区改正事業を実施した。工費7000円以上というその費用ほとんどを鐸木三郎兵衛ら有力者の私財でまかなっている。
明治初期から北海道函館市は大火が相次ぎ、「市区改正順序」を定めて幅員12間（22 m）の大通りや小路6間の整備と沿道での石造煉瓦造土蔵や社寺の移転等を実施し、1879年（明治12年）12月の大火後でも幅員20間（36 m）の道路、不燃化への融資等を実施しているが以後1899年（明治32年）、1907年（明治40年）、1913年（大正2年）、1916年（大正5年）、1921年（大正10年）と大火がありそのつど消防力の強化と防火道路整備、沿道不燃化促進が行われている。1934年（昭和9年）3月21日、焼失面積400 ha、焼失2万4186戸、死者2716人を出す火災が発生した際に北海道庁、内務省は16日後「復興計画案大綱」を決定する。土地区画整理事業による街路整備はもちろんのこと緑樹帯（幅55 m 6路線と直行する36 m幅1路線）を配置して市街に防火ブロックを形成し要所に公園や耐火建築物（小学校）を配置した。路線沿いの防火地区指定と不燃化促進、消防水利の強化、避難広場となる公園の整備など、体系だてて防災を重視した都市復興を計画した。函館の夜景はこの防火帯街路照明が織り成す光の帯であるほか、函館西部地区の町並みが形成されていった。この大火災惨事からの復興は道庁の都市にかかわる職員ほとんどと全国からの技術者の応援を得ながら、実質は市が施行者になる10の組合を結成し実施していくが、これは、この時点まで事業計画認可後すぐの公共団体による施行は認められておらず、やむなく組合施行としたものである。函館大火の復興はある意味ではそれまで何度となく大火を経験していた函館市にとって復興の総仕上げであり、いわば復興文化ができていたという言い方もされている。
川越市も1638年（寛永15年）におこる寛永期の大火でこのときに川越城を拡張し、焼野原となった城下町に十ケ町四門前といわれる城下町割を決定し、行政区画整理していた。このため、川越大火（1893年（明治26年））では建物の不燃化で復興対処でき、今日のまちなみを形成することとなる。
1910年（明治43年）5月3日に青森市では5,000戸余が焼失し、死者26名、負傷者160名の甚大な被害をもたらした火災をきっかけに、火災に強い街を建設する必要性を認識され「青森市建築取締り規則」制定の他に市街地の区画整理事業を実施、広い防火網を完成させる。1919年（大正8年）におきた横浜市大火では3100戸焼失、市区改正実施で道路拡張、義捐金で市営住宅を74戸建設し、被災者を優先入居させている。
1919年（大正8年）、米沢市でおきた米沢大火の後、市で区画整理を実施。現在も残る吉亭の蔵は区画整理をする前に建っていたため、拡張した表通り白布街道すぐ脇に建つように建ち、結果として現在も城下町風情を保つ景観を有する。
1921年（大正10年）、消失面積2万坪、戸数604戸の四谷、浅草地区の大火復興は東京市の施行で行われている。四谷の事業は災害復興で旧法による土地区画整理が用いられた最初事例とされている。
ほかに復興事業をあげると、関東大震災（3400 ha）や八戸大火（1924年（大正13年）5月21日 八戸町）、石岡大火（1929年（昭和4年）3月14日）、1934年（昭和9年）の室戸台風、静岡大火（1940年（昭和15年）、100 ha規模）などがある。1923年（大正12年）9月に発生した関東大震災による甚大な被害を復興するため、同年に発布された「特別都市計画法」では、帝都復興の事業として土地区画整理事業を主として用いることとした。その後各地の戦災復興（27900ha）に利用されているが、この中には山手線の主要な駅前広場の殆どが含まれている。
1929年（昭和4年）の宮城県旧気仙沼町大火では895戸、6.5万坪の焼失で同年4月に旧法適用による建築線設定を行い、これに伴い耕地整理法で復興の区画整理を実施。1931年（昭和6年）、石川県山中町大火では温泉街の852戸焼失し、同年6月に建築線指定と町独自で区画整理条例を制定し、復興事業を実施した。1933年（昭和8年）からは旧法の改正に伴い事業の適用を受け、1935年に旧法に基づく区画整理事業として追認されている。1932年（昭和7年）5月に松江市でおきた大火では74町、800戸、3.9万坪を焼失し、組合施行で面積13ヘクタールの復興事業が実施され、これが繁華街の東本町となる。事業費は国補助はなく、市が負担した。同年10月に石川県小松町での大火では、1,100戸が焼失。このため町長を組合長として組合施行で面積1.0ヘクタールの復興事業を実施した。1934年（昭和9年）に青森県脇野沢村でおきた大火では集落大半が焼失し、旧法適用で4.8ヘクタールの事業を実施した。
1934年（昭和9年）の室戸台風による被害の復興に際しては、1935年（昭和10年）4月、堺市施行の三宝地区等の事業が面積135 Ha、同年5月兵庫県尼崎市施行の大庄地区が312.9 Haで災害復旧と臨海工業地帯造成を兼ねてという両者大規模に行われている。防潮堤整備と臨海部の地盤かさ上げを同時に実施。復興事業で活躍した技術者は、戦後最大の土地区画整理事業を適用した戦災復興都市計画の中核として活躍することになる。
1938年（昭和13年）9月に富山県氷見町での大火では1500戸焼失し、町施行の復興区画整理事業を実施、1939年（昭和14年）5月に長野県上松町での大火では1000戸焼失し、組合施行で面積5.5 Haの整理事業を実施している。
1940年（昭和15年）1月15日、静岡市で昼間の大火が発生し、中心部のおよそ100 haが焼失した静岡大火では、静岡県は16日中に内務省関係者と連絡をとり復興に着手し、1月19日「静岡市火災地区バラック建築規則」により建坪を制限して2月2日の都市計画地方委員会に土地区画整理と公園、街路、駅前広場、防火用水利施設を軸とした計画を提案し、2月14日に告示された。計画では恒常風の直角方向に36m幅・幅員30m道路2路線を配置している。36m道路は中央に幅18mの植樹帯を置き両側に9m幅の車道をとり，植樹帯中央には幅3m・深さ2mの水路を貫流させたほか市街地建築物法の緩和をとりやめ防空建築規則を適用して防火改修を督励したほか、墓地移転と上下水道、電力等の復興事業もあわせて行われた。このとき防火改修を進めるパンフレット発行と現場での指導、静岡市復興建築奨励金の給付なども行われている。
1944年（昭和19年）に岩手県大船渡町での火災の復興は町施行で面積規模8.9 Haの区画整理を実施、1944年（昭和19年）におきた南伊勢湾地方大津波では尾鷲町ほか5町村で復興の区画整理を実施している。
戦後でも大火災による被害の復興に際して行われている。
1947年（昭和22年）4月20日11時40分頃、長野県飯田市の市街地南部から出火し、春の南西風のもと罹災面積約60haの大火となった飯田大火では、翌21日早朝から復興への取り組みが始まり、「飯田市火災復興都市計画事業」が当日の協議により決定した。それを罹災区域関係連絡員に発表し、実施測量を行い完了しようとしたとき突如進駐軍司令部から幹線道路の幅員拡張が指示される。市と議会では中央通り他2路線の拡張と、錦町線など2路線の道路後退をもって了解してもらい、復興計画を確定。全面的な土地区画整理のほか、段丘の突端の公園又は緑地を設置し、三本の防火帯と中央に防火用水用に水路並びに貯水槽を設置する。用水・貯水池の整備、街路・公園等の公共地は市街地面積の25%程度で劃地の裏界線を連続させ幅2mの通路を設けるなどの計画を策定している。当時は進駐軍の支配下にあり、計画通り進行したが、有名な「りんご並木の街路樹」の中学生たちの活動は1952年（昭和27年）から始まる。
1950年（昭和25年）4月13日17時15分、市中心部の東端、海沿いの東町渚から出火した熱海大火では温泉街中央部10.1haと市役所庁舎が焼失。当時の市長の宗秋月は市会議員全員をつれて国会にいき、大臣室を借りて市議会を開くなど苦心して復興計画をつくる。市街地全体13.7 km2を都市計画区域にし、土地区画整理を罹災区域の中心部約13.2 haと駅前地区同1.0 haに計画した。甲防地区にT字状延長420mの銀座通りと海岸通りを設置、道路の中心より15 mを防火帯とし耐火建築促進法を適用し、ほとんどの市街地に準防地区を指定した。銀座通りは当初は幅員は15m・沿道準防火で計画したが土産物店舗街で拡幅への反対もあり、幅員は9 m・沿道甲防地区とする。同じ年の8月1日「熱海国際観光温泉文化都市建設法」が公布される。熱海は明治以降大火はなく戦争中も空襲は受けなかったためか戦後も進駐軍の行楽や遊覧客も増え賑わっていたが、温泉旅館などの木造建物が密集していた。替地がなく道路の拡張と新設が予定通りいかなかったことや、火災後も和風木造建築にこだわりがあったこと、中心部に緑地帯を確保できなかったこと、銀座通りが幅員9 mでは歩道もないことなどにより、復興は部分的・対処的であったという意見がある。熱海駅周辺では2度の大火によって、復興区画整理事業で駅前の交通の整備が行われている。渋滞で交通が麻痺し、観光客や地元住民の生活にも支障を来す様になったために熱海モノレールの設置が計画されたが実現しなかった。
1951年（昭和26年）には小田原市万年地区（現在の浜町四丁目）に焼失面積2.8 haの大火があり、復興対策として周辺を含めた万年土地区画整理事業が実施されている。1951年から4度も事業を実施している大館市はそのつどに広範囲の市街を焼失、事業総面積は67ヘクタールにおよぶ。1955年（昭和30年）、奄美市では名瀬市街地の大火を契機に、本格的に土地区画整理事業による市街地の整備を実施している。
1952年（昭和27年）4月17日14時55分、鳥取市の最南端、鳥取駅近く市の南端の市営動源温泉付近から出火しておきた鳥取大火では蒸気機関車の飛び火が原因とされ、フェーン現象下の強風にのって市街地を焼き尽くし罹災面積50万坪（165ha）という被害をだしている。翌4月18日15時には建設省から計画局長以下が到着し鳥取県・市と協議して「鳥取市火災復興対策要綱」を定めている。復興計画の方針は
1. 約55万坪の土地区画整理事業の実施
2. 若桜街道と袋川を防火線路に市内を4分割
3. 墓地移転と墓園公園造成
4. 官庁ね学校等の不燃化

などを3か年で事業を行うものとしている。認可前であったが土地区画整理に向けてすぐさま基本測量を東京の測量会社に発注し換地設計についても兵庫県と東京の会社に委託、各社は数十名動員して作業に入った。大火後1週間ほどの調査結果をもって、1952年（昭和27年）4月26日付けで都市計画鳥取地方審議会に付し、5月2日には建設大臣の告示を得て県市に施行命令が出された。その後、バラック立ち退きと焼け跡ビルの措置、訴訟など苦労が多々あったとされている。この事業で有名なのは「防火建築帯」の整備で、街道と川で市内を4ブロックに区画し、沿道不燃化を図った。これは「耐火建築促進法」による防火建築帯造成事業の第1号でもあった。鳥取火災の復興は1943年（昭和18年）の鳥取地震の復興の反省から円滑に進んだようである。
1953年（昭和28年）5月23日の江別大火は、町の中心市街地における火災で、焼失した住宅は合わせて約250戸、罹災人口約1,300人で大惨事となったため、これを機に町内の家屋密集解消と街区内通路及び防火用水等の整備で防災に対処した市街地形成を目指して復興に即応した。復興計画においては幹線街路、避難広場を兼ね備えた公園等を適所に配置し、建設大臣認可で自治体施行の土地区画整理を公告。公共減歩率20.9 %、住宅・非施行面積5.0ha、保留地減歩はおこなわず、総事業費850万円、公共用地率48.0 %で都市計画決定、1955年（昭和30年）1月22日から、1956年（昭和31年）9月までに換地処分を実施し、都市計画道路0.9 ha（0.7 km）、区画道路1.4 ha（1.4 km）を整備。
1954年（昭和29年）、北海道岩内町では洞爺丸台風による強風で全家屋の80 %を失う岩内大火に見舞われ、火災復興区画整理として137 haを施行した。
1955年（昭和30年）10月1日2時55分、新潟県教育庁木造2階建てから出火した新潟大火では台風の強風にあおられて市街地5.8万坪（19 ha）が焼失した。建設省は、4名の技官を派遣し、2日には県市をまじえて土地区画整理を主にして防火建築帯などを含む方針を提起した。3日には建築基準法84条による建築制限をかけ、4日には議会等の協議もへて基本方針が決定した。土地区画整理で街路網の整備と水路の埋立による街路・緑地帯整備のほか墓地の整理による公園確保、防火水槽の設置などの事業計画をたて11月21日には大臣認可を得た。その後事業が展開されたが紛糾したのは墓地の移転と公園化で、1957年（昭和32年）9月10日に半数の寺院が折り合い改葬公告がだされている。
1956年（昭和31年）には昭和31年台風第12号フェーン現象などで日本海側の能代市・芦原町・大館市・魚津市の魚津大火など大火が相次ぎ、いずれも土地区画整事業を主とした復興が迅速に行われた。魚津市は1943年に市街地西部でも大火を経験し、中央通り商店街や村木地区は、大火で焼失した後に再整備された街である。なお能代市は1949年（昭和24年）にも83ha焼失し、1956年（昭和31年）が31.5 haを焼いた。この後能代市は非焼失地も含め土地区画整理事業を推進した結果今日市街地面積のほとんどが基盤整備された街になっている。
1957年（昭和32年）、新潟県分水町で0時50分ごろ九蔵小路から出火、折からの西南12mの突風にあおられ火は燃え広がり、本町、栄町旭町、大武の大部分が焦土と化した地蔵堂大火では住宅が密集し、水利の不便さ、消火機械の不足、気象条件の悪化と悪条件が重なった。このため大火復
興土地区画整理事業が認可され、市街地の道路整備が行われた。
1961年（昭和36年）に、放火によって大規模火災に発展し1000棟以上が全焼した青森県八戸市白銀町の白銀大火も災害復興を目的に区画整理事業が行われ、現在の区画と住所表示となった。
1965年（昭和40年）に伊豆大島は大島大火により元町がほぼ全焼・壊滅、東京都の復興事業により区画整理がなされ、近代的な新しい町として復興を果たした。
1971年（昭和46年）におきた鳥取駅前大火では、最後まで区画整理事業が未着手であった鳥取駅周辺の整理を結果的に実施し、ここから市街地の道路整備や駅の連続立体交差化などが進められ、中心市街地の基盤整備は昭和50年代には大部分が完了する。
1976年（昭和51年）10月29日17時40分頃に酒田市の繁華街の一角の映画館から出火した酒田大火では15.2 haが消失。残火がくすぶる31日早朝から市役所において建設省と山形県、酒田市都市計画課などが一体となって復興都市計画の作業が開始され、徹夜作業の末に火災3日後の11月1日夜半復興都市づくりの計画概要が完成させた。この復興計画の原案は酒田市都市計画審議会の了承をえたあと1週間後に市民に公表された。「防災都市の建設」をめざしたもので、幹線道路の整備、近代的な魅力ある商店街の形成や住宅地の生活環境の改善などをあげているが全体には土地区画整理事業をかけ、商店街には商店街近代化事業の制度を利用し、建物を道から1.5 m後退させ1.5 m分のひさしを市道に出して歩道を広くし、全国に例を見ないショッピングモールが完成したほか、西側の街区の面積約1.2 ha は市街地再開発とし、1977年（昭和52年）4月21日に準備組合を発足させ12月に着工する。こうして迅速な復興都市づくりが行われたが自動車の普及や経済環境の変化によって、まもなく中心部の商業不振と郊外化という流れが押し寄せている。
また阪神・淡路大震災等の復興に際しても土地区画整理事業が行われている。

### 災害復興以外の実施例

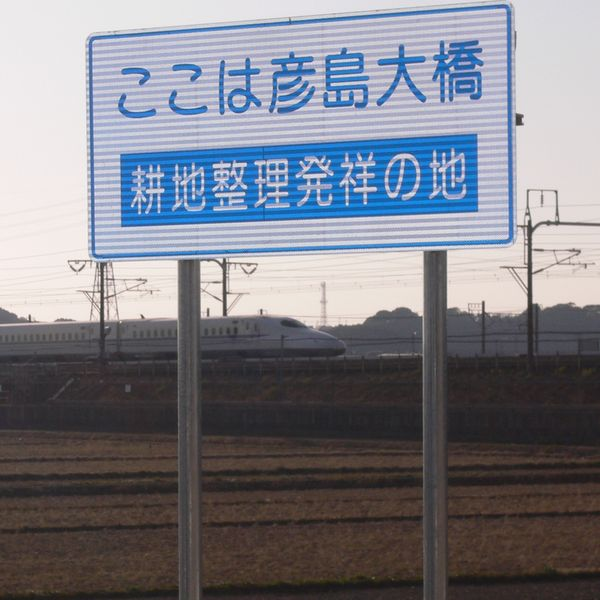
静岡県袋井市彦島にある案内板

大阪府では早くから独自に、1871年（明治4年）に大阪府令として「道路ヲ狭隘ナラシム可ラサル件」に端を発し市町村と連携して街路事業として「路幅整理」を実施し、これは1940年（昭和15年）まで継続した。また1910年（明治43年）に施行した府内の今宮第一耕地整理事業で、日本最初の宅地目的の耕地整理事業を実施した。耕地整理事業自体は1870年（明治3年）に、現在の静岡県袋井市（旧磐田郡田原村）彦島の名倉太郎馬が施行していたが、農商務省が耕地整理に対し補助金交付を開始するのは1908年（明治41年）からである。そのため埼玉県などは1901年（明治34年）から独自に補助金を交付、これは同年に県内の鴻巣町と常光村における耕地整理を着工させるためで、このとき用いられた方式は鴻巣式と呼ばれ以後全国的に用いられた。耕地整理法は1905年（明治38年）に改正しかんがい排水事業まで事業対象を広げるが、1909年（明治42年）法改正では、かんがい排水が主目的となっていた。戦前ではこのほか、広島などは呉市で、海軍施設の建設に伴い、1887年（明治20年）に呉港家屋制限法という県令を制定したほか、地元の村で市街整理商設員なる人員を設置したり、市街築調規約を定め、これに基づいての区画整理が1898年（明治31年）に事業完成をみている。
また、新興工業都市の計画や軍都計画（神奈川県相模原市の事業が当時最大規模）に際して、また駅前等整備の公共団体施行などは東京市が、1930年（昭和5年）から1943年（昭和18年）にかけて、郊外全域に幅員8 - 15m、総延長146kmの生活道路網を都市計画決定し、土地区画整理事業を奨励する。これにより郊外電車駅の駅前広場を含む駅周辺の整備や、練馬区平和台、氷川台地区などにおいて細街路網の整備が進んだ。
土地区画整理事業は1919年（大正8年）制定の旧都市計画法で法的事業化をみたが、旧法では第12条に個人施行と組合施行、第13条に公共団体施行が謳われていた。小栗忠七は自著「土地区画整理の歴史と法制」（巌松堂書店、1935年（昭和10年））で、旧法が法制化されて13条初適用の事業は1929年（昭和4年）認可の富山市神通川廃川跡地の区画整理としている。1883年（明治16年）、洪水問題をきっかけに石川県から分離して富山県が誕生。富山市では当時の神通川の河道が東に大きく曲折して洪水の原因となっていたため、1901年（明治34年）からの神通川の2次改修でオランダ人技師ヨハネス・デ・レーケの提案を受け直線放水路を幅2メートル、深さ1.5メートルの細い水路を作り、洪水の力で土砂を削り新しい河道を造りだす馳越工法によって建設した。この工事の結果、1922年（大正11年）頃に現在の河道、旧馳越水路を新しい神通川とした。しかし、旧河道が富山市街地を分断する形で残ることとなり、都市の発展に大きな障害となる。このためさらに県は1928年（昭和3年）、富岩運河を新設し沿川に工場を誘致、運河を掘った土砂で神通川の跡地を埋め立てて新市街地を整備、残る土砂で東岩瀬港の岸壁、埠頭用地を整備するといった画期的な都市計画決定を行い実施した。この事業は富山県ではじめての都市計画事業として、1930年（昭和5年）から建設が行われることとなった。
そのほかは耕地整備が主で、組合を設立し事業を実行していく。結果事業に尽力した人々の努力により道路が整備され整然とした街並みができていくことになる。組合が土地を買い上げ整備後、所有者に売り渡すという方法が多く取り行われた。
大阪市では大阪駅前の約4haの狭隘な駅前地区において駅前広場の造成と過小宅地の整理によるビル用地整備が行われる。
1937年（昭和12年）以降になると戦時体制下の国土計画に基づく地域開発手段として新興工業都市建設事業や駅前の再開発に土地区画整理事業がいっそう活用され、公共団体施行が増加していく。ただし、1954年（昭和29年）に「土地区画整理法」が制定される前のこうした事業では、旧都市計画法により耕地整理法を準用して土地区画整理を実施していた。
1949年（昭和24年）のシャウプ税制勧告により翌年に地方税法が改正され、都市計画税がいったん廃止された後、1956年（昭和31年）4月地方税法改正で復活したが固定資産税のみに付加されたため徴税範囲が狭まり有力財源とならなくなる。このため、1956年（昭和31年）3月の道路整備特別措置法と1958年（昭和33年）3月の道路整備緊急措置法で制度化された揮発油税と道路整備特別会計が都市整備の有力財源となった。1957年（昭和32年）7月建設省計画局長通達「都市改造事業について」で都市改造事業基本方針を定めているが、5ha以上の地区内における幅員11m以上の街路整備を目的として、土地区画整理事業を施行されることとなっている。こうして、都市改造事業が制定されてからは、1956年（昭和31年）に第二阪神国道（国道43号・浜手幹線）整備のために浜手土地区画整理事業と東京駅八重洲口駅前広場のための八重洲口周辺整備事業による広場整備が開始されている。1957年（昭和32年）から博多駅周辺地区や名古屋駅西口地区など4地区が採用されて以降、国費によって道路整備中心の土地区画整理事業が行われていくことになる。

## 最近の事業の動向
戦後からバブル期までの土地区画整理事業は、特に組合施行においては、日本の高度経済成長という社会情勢下で、純粋な事業効果よりも社会全体のインフレーションに伴う地価上昇に依存した安定した事業運営と権利者の利益傍受への期待から来るモチベーションにより発展してきたと言える。
しかしながら、バブル期以降の低成長期においては、デフレーションによる地価下落や保留地販売の不振の影響により、事業採算が確保しづらい状況となった組合もあり、経営破綻に陥った例もある。これら組合においては、地権者からの賦課金徴収などの再建策が採られる場合があるが、実際の徴収は困難な場合が多く、特定調停や民事再生などの法的整理を申請した組合もある。ただし、すべての組合が破綻しているわけではなく、適正な事業運営を行っている組合や昨今の地価回復傾向の影響により順調に進められている事業もまた多い。いずれにしても、土地区画整理事業（特に組合施行）は、外的経済の影響を受けやすい収支構造を持っていると言え、低成長型の経済情勢下において、事業の仕組みを構築する転換期となっていると考えられる。

### 資産価値に対する影響
施行者側からは「減歩により土地の面積は減っても、周辺の基盤整備が行われて土地の利用価値が増し、土地の価格も上昇するため、資産価値は減少しない」という説明がなされる場合が多い。しかしながら、事業外要因であるデフレーションなどにより、土地価格が下落し結果的に資産価値が減少する場合がある。一方、事業内要因のみによっても整理後の宅地全体の資産価値が、整理前と比べて減少するケースもある（事業後も地価の上昇が見込めない地区の場合）。この場合、土地区画整理法第109条の規定により減価補償金を支払うことになるが、実務上、減価補償金で整理前において減価補償金を交付することに代えて、宅地を先買いする手法が使われる。先買いすることで各宅地の減歩は緩和でき、整理後の宅地の資産価値が、整理前より減少しないようにできると考えられている。

### 浜松・上島駅周辺区画整理訴訟
浜松市中区 (現:中央区)（鈴木康友市長）の上島駅周辺土地区画整理事業において反対する地権者が同市に対して事業計画決定の取り消しを訴えた行政訴訟の上告審で、最高裁判所大法廷は2008年（平成20年）9月10日、土地区画整理事業の事業計画決定は行政処分であるとの判決を下し、「事業計画決定は行政処分とみなされず、取り消し訴訟も認められない」とする1966年（昭和41年）の最高裁判例を変更した。
判例変更により、土地区画整理事業に対して早期に計画決定取り消しの訴えを起こすことができるため、住民の意志により無駄な公共事業を差し止め、早期の段階で司法の行政に対するチェック機能を働かせることができるようになる。
ただしこの最高裁判所判決は、訴訟要件性なしとして却下した下級審判決を破棄して、実質的審理をさせるために1審へ差し戻した判決であり、当該都市計画事業自体の当否を判断したものではなく、そのため、市役所側の代表者として都市計画部長・柴田邦弘は「粛々と事業をすすめていく」と、事業の継続と実施を表明した。
その後差戻第一審は静岡地方裁判所において2011年（平成23年）2月25日にあり、地裁は浜松市の事業計画決定が裁量権を逸脱・濫用したものではないとし、地権者側は敗訴している。

## 関連する制度

### 市街地再開発
駅前の密集地域などで街並みの整備を行おうとしても、敷地が既に狭小で減歩が困難だったり、借地権者が多数存在しており、権利関係が複雑化している場合がある。このため、比較的小規模な範囲で、中高層の再開発ビル（施設建築物）を建設し、その中に権利者を入居してもらうことにより土地の高度利用を図るという制度が考えられ、市街地改造法（1961年（昭和36年））、都市再開発法（1979年（昭和54年））が制定された。